# اگرونومیکا، سانتا کاتارینا
اگرونومیکا، سانتا کاتارینا (به پرتغالی: Agronômica, Santa Catarina) یک سکونتگاه مسکونی در برزیل است که در سانتا کاتارینا واقع شده‌است.

## خصوصیات
اگرونومیکا ۱۳۵٫۹۲۳ کیلومترمربع مساحت و ۴٬۶۱۵ نفر جمعیت دارد و ۳۴۷ متر بالاتر از سطح دریا واقع شده‌است.